# زولتستال آندر واینستراس
زولتستال آندر واینستراس (به آلمانی: Sulztal an der Weinstraße) یک منطقهٔ مسکونی در اتریش است که در لیبنیتس واقع شده‌است. زولتستال آندر واینستراس ۲٫۲۸ کیلومتر مربع مساحت دارد ۵۰۵ متر بالاتر از سطح دریا واقع شده‌است.